# Associazione Calcio Cantù Gruppo Sportivo San Paolo
L'Associazione Calcio Cantù Gruppo Sportivo San Paolo, detta comunemente Cantù San Paolo, è una società calcistica di Cantù, in provincia di Como. Venne fondata nel 2000 dalla fusione della Associazione Calcio Cantù, nata nel 1910, con il Gruppo Sportivo San Paolo, a sua volta fondato nel 1985.
Attualmente milita in Promozione Lombardia, girone B.

## Storia

### La fondazione
L'Associazione Calcio Cantù viene fondata nel 1910 con la denominazione di Palla al Calcio Iribus Canturio. Campo di gioco e d'allenamento era lo stadio di via Milano. Dopo aver giocato per tre anni con le squadre comasche a livello ULIC, si affilia alla FIGC e disputa due campionati di Quarta Divisione, ottenendo un secondo posto nel 1924-1925 che gli vale l'ammissione alla Terza Divisione per il 1925-1926.
Il miglior piazzamento lo ottiene nella stagione 1926-1927, piazzandosi al secondo posto a tre punti dal Seregno, ma cessa di colpo l'attività rimanendo inattivo per una stagione. Riaffiliatosi nella stagione 1928-29 con la denominazione di Dopolavoro Cantù brucia tutte le tappe: nel giro di tre stagioni arriva a disputare il campionato di Prima Divisione (1932-1933).
Ritiratosi alla fine del campionato di Prima Divisione 1933-1934 per motivi finanziari, si riaffaccia nei campionati regionali lombardi col rientro dei giovani dopo la fine della guerra d'Etiopia, affiliandosi con la nuova denominazione di Associazione Calcio Cantù.

### Gli anni della Serie C
Gli anni quaranta rappresentano il periodo d'oro del calcio nella cittadina brianzola. La squadra granata disputa in modo regolare il campionato di Serie C, partecipando per tre volte alla Coppa Italia. Il risultato migliore nella coppa nazionale venne conseguito nella stagione 1939-1940, quando venne eliminato dalla Biellese al terzo turno eliminatorio dopo aver superato Codogno e Caratese.

### Il dopoguerra e il primo fallimento
Nel 1960 la squadra, per inadempienze economiche, è costretta ad abbandonare l'attività agonistica.

### L'arrivo della Mobil Girgi e il ritorno in Serie D
L'anno successivo viene fondato un nuovo club, il Football Club Cantù, il cui campo di gioco rimane sempre il rettangolo verde di via Milano. La squadra naviga nei campionati di Prima e Seconda Categoria (attuali campionati di Eccellenza e Promozione) per molti anni. Nel 1971 la ditta Mobil Girgi, impegnata nel settore dell'arredo, rileva la società e getta le basi per il ritorno del calcio canturino a livelli agonistici. Nella stagione 1972-1973 la Mobil Girgi Cantù vince il campionato di Prima Categoria e viene promossa in Serie D.

### Il triennio in Serie D e la promozione sfiorata
Il primo anno di Serie D (1973-1974) il Cantù chiuse al 13º posto, con due punti in più rispetto alla terz'ultima. L'anno dopo (stagione 1974-1975) il campionato fu acceso dal duello con la Pro Patria et Libertate per la promozione in Serie C: alla fine la spuntò la squadra bustocca. I confronti diretti finirono entrambi in parità, fatale per la squadra canturina fu la sconfitta per 1-0 rimediata il 14 maggio nel recupero a Lodi contro il Fanfulla, che di fatto regalò la matematica promozione alla formazione biancoblu, prima di allora distanziata di tre lunghezze e con due partite da giocare. La stagione seguente fu l'ultima per la formazione brianzola nel campionato di Serie D, in cui ottiene il penultimo posto. In questa stagione esordisce Gianfranco Matteoli, che poi vincerà lo scudetto con la maglia dell'Inter.

### Il declino
Da quel momento in poi per il Cantù inizia un declino inesorabile che lo porta, nel giro di pochi anni, a toccare il fondo, disputando così diversi campionati tra la Prima e la Seconda Categoria. Verso la fine degli anni novanta addirittura la neonata società sportiva del locale oratorio di sorpassa la società cittadina.

### La fusione e la risalita
Nel 2000 le due società si fondono in un unico sodalizio: l'Associazione Calcio Cantù Gruppo Sportivo San Paolo. La squadra prende parte alla Prima Categoria e al suo secondo tentativo conquista la Promozione. Sulla panchina granata arriva Marco Ronchetti, che al secondo tentativo porta la squadra brianzola in Eccellenza. La prima annata nella nuova categoria si conclude con una salvezza all'ultimo minuto: il calciatore comasco Brianza, con un gol praticamente allo scadere, fa vincere lo spareggio play-out contro la Giana Erminio di Gorgonzola.
Archiviata una stagione negativa che non ha mai visto i canturini protagonisti, si apre un nuovo progetto ambizioso, quello per la conquista della promozione in Serie D. La squadra è in forma per tutto il campionato ma, raggiunto il Merate in vetta alla classifica, i brianzoli non riescono più a vincere, cadendo in crisi. I sogni si infrangono nella finale regionale, vinta per 2-0 dai bergamaschi della Voluntas Osio Sotto. Nella stagione 2008-2009 il Cantù San Paolo si rifà, salendo in Serie D attraverso i play-off battendo nella finale nazionale il Fondi per 2-1. Nelle stagioni 2009-2010 e 2010-2011 ottiene buoni piazzamenti in classifica, ma nel 2011-2012 conquista appena 12 punti e retrocede in Eccellenza. Nella stagione successiva i canturini racimolano solo 5 punti (8, se considerati anche i 3 di penalizzazione) e si vedono costretti alla retrocessione in Promozione da ultimi in classifica, ove resteranno per una sola altra annata, prima di perdere nuovamente una categoria, piombando in Prima Categoria.
Il ritorno in Promozione
Nell'estate del 2023 la leggenda del Club Fabio Tomaino, diventato un vertice societario dopo i fasti gloriosi da calciatore ed ex capitano del Cantù San Paolo, assegna a Stefano D'Ulivo, uno dei DS più vincenti del panorama comasco, il ruolo di Direttore Sportivo. Sotto la guida di D'Ulivo arrivano giocatori di alto profilo tra cui il bomber Mirco Drago. La stagione si concluderà con un secondo posto e la vittoria dei Playoff del girone B della Prima Categoria, con il conseguente ritorno del Cantù San Paolo in Promozione dopo 10 anni dall'ultima partecipazione.

## Palmarès

### Competizioni regionali
- Promozione: 3

1953-1954 (girone C), 1972-1973 (girone A), 2003-2004 (girone A)
- Seconda Divisione: 1

1931-1932 (girone A, Lombardia)
- Prima Categoria: 2

1971-1972, 2001-2002
- Seconda Categoria: 2

1962-1963, 1970-1971
- Fase regionale della Coppa Italia Dilettanti: 1

2008-2009

### Competizioni provinciali
- Terza Categoria: 1

1961-1962

### Altri piazzamenti
- Serie C:

Secondo posto: 1945-1946 (girone E)
- Serie D:

Secondo posto: 1974-1975 (girone B)
- Prima Divisione:

Secondo posto: 1937-1938 (girone C)
- Eccellenza:

Secondo posto: 2006-2007 (girone B), 2007-2008 (girone A)
Terzo posto: 2005-2006 (girone B)
Vittoria play-off: 2008-2009 (girone B)
- Coppa Italia Dilettanti:

Semifinalista: 2008-2009

## Campionati disputati

### Campionati nazionali
| Categoria | Partecipazioni | Debutto   | Ultima stagione |
| --------- | -------------- | --------- | --------------- |
| C         | 9              | 1932-1933 | 1947-1948       |
| D         | 13             | 1948-1949 | 2011-2012       |

## Campi di gioco
- "Comunale" di via Papa Giovanni XXIII: campo di gioco ufficiale della prima squadra, della Juniores e degli Allievi regionali. Il terreno di gioco è uno dei migliori della zona della Brianza e la pista d'atletica rende ancor più prestigioso l'impianto canturino. Gli spalti sono costituiti da una tribuna centrale che può contenere almeno 1.000 spettatori e la visuale è ottima da ogni punto. Il parcheggio esterno è ampio, così da soddisfare anche le esigenze della piscina e del futuro palazzetto dello sport.
- "Comunale n° 2" di via Papa Giovanni XXIII: campo di gioco in erba sintetica con tribune, utilizzato per gli allenamenti e le partite delle giovanili.
- "Comunale" di via Milano: il vecchio campo di gioco del Cantù Calcio, utilizzato dalla società granata ai tempi della Serie C e della Serie D. Nella stagione 2005-2006 la prima squadra vi tornò di nuovo a giocare le partite di campionato per impraticabilità del campo ufficiale nel periodo invernale. Oggi è utilizzato come campo di gioco e d'allenamento delle squadre giovanili e di altre società minori.